# West Havre (Montana)
West Havre est une  census-designated place du comté de Hill dans le Montana.

## Démographie
Sa population était de 290 habitants en 2020.